# Drilaster kumejimensis
Drilaster kumejimensis is een keversoort uit de familie glimwormen (Lampyridae). De wetenschappelijke naam van de soort is voor het eerst geldig gepubliceerd in 2005 door Kawashima, Satou & Satô.